# Lackawanna and Bloomsburg Railroad
La Lackawanna and Bloomsburg Railroad (LBR) était une voie ferrée de 129 km, qui reliait les villes de Scranton à Northumberland, en Pennsylvanie, aux États-Unis. 
La mise en service de la voie se fit en 1856 et son contrôle fut repris en 1873 par la Delaware, Lackawanna and Western Railroad. Au XXIe siècle, la section occidentale entre Northumberland et Beach Heaven est toujours en activité sous le nom de North Shore Railroad.

## Tracé

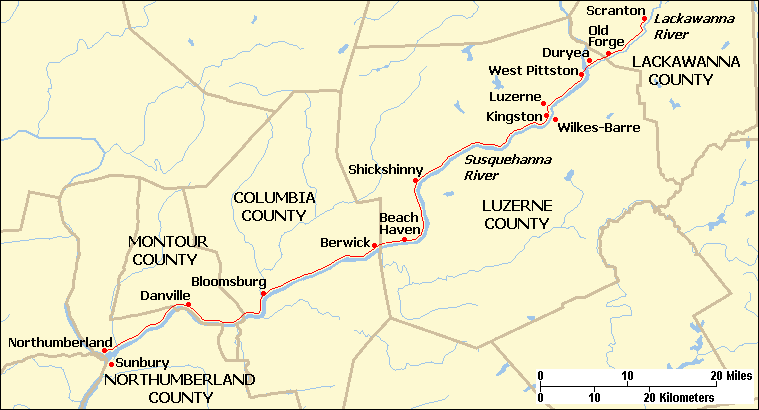
Carte de trace du Lackawanna and Bloomsburg Railroad.

La ligne commence à Scranton dans le comté de Lackawanna et suit la rive occidentale de la Lackawanna dans la Wyoming Valley. Elle traverse ensuite la localité d'Old Forge. À Duryea, la rivière Lackawanna se jette dans le fleuve Susquehanna. La voie ferrée traverse ce dernier à West Pittston. La ligne suit ensuite la rive nord du fleuve jusqu'à son terminus. Elle traverse ainsi Luzerne, Kingston,  Berwick, Bloomsburg, Danville et elle se termine à Northumberland où elle rejoint la voie Pennsylvania Railroad. L'U.S. Route 11 suit de près ce tracé.

### Construction
La construction fut décidée dans une charte de l'État de Pennsylvanie en avril 1852 mais l'accord ne fut officiel qu'en 1853 par suite de problèmes juridiques. La construction de la ligne débuta en 1854. Le premier tronçon relia Scranton à Kingston (27 km) et fut ouvert le 24 juin 1856,. Le premier train transporta 300 passagers et reliait les cités trois fois par jour. La ligne favorisa le développement démographique de Kingston 
La ligne rejoignit ensuite Berwick puis Bloomsburg en 1858,. C'est le 31 mai 1860 que la première locomotive en provenance de Danville arriva à Northumberland pour signifier que la ligne était achevée.
La voie ferrée transporta 269 564 passagers en 1867. La vallée Wyoming était riche en charbon et la ligne transportait celui-ci tout comme du minerai de fer dans les industries sidérurgiques de Bloomsburg. En juin 1873, la ligne est rachetée par la Delaware, Lackawanna and Western Railroad.
La nouvelle compagnie fusionna avec l'Erie Railroad en 1960 pour former l'Erie Lackawanna Railroad. Elle fut à son tour absorbée par Conrail en 1976. En 1984, Conrail décida d'abandonner cette ligne mais elle fut raccourcie et ce qui resta devint la North Shore Railroad. Cette ligne relie Salem Township à la région proche de Beach Haven,.